# 4K解像度

一般的な放送の解像度の比較

一般的な解像度のリスト。

DCIとUHDの解像度の比較

4K解像度（よんケイかいぞうど、フォーケイかいぞうど、英語: 4K resolution）とは、横4000×縦2000前後の画面解像度に対応した映像に対する総称である。
Kは1000を表すSI接頭語の「k」（キロ）の意味（ただし計量法と国際単位系においては、1000を表すキロの記号は小文字の「k」であって、大文字の「K」は使うことができない。大文字の K は温度のSI基本単位であるケルビンの単位記号である。）で、横・縦の解像度を意味する4K2Kとも呼ばれる。現在民生用では「4K解像度」「4K」と言う場合、以下のどちらかを指して使われる。
なお、2024年（令和6年）現在の日本の地上デジタル放送や通常のBlu-rayは、2K放送（Full-HD）以下の解像度がほとんどである。
| 名称     | 横縦ピクセル | アスペクト比          | 画素数    | 主な用途                               |
| -------- | ------------ | --------------------- | --------- | -------------------------------------- |
| DCI 4K   | 4096×2160    | 256:135≈1.90:1=17.1:9 | 8,847,360 | 映画、カメラ                           |
| 4K UHDTV | 3840×2160    | 16:9                  | 8,294,400 | テレビ放送、テレビ受像機、ディスプレイ |

## 4K UHDTV
4K UHDTV（4K UHD）はITUが定めた規格である。フルハイビジョン（1080i）のちょうど4倍の画素数の映像であり、インタレースも解除すると8倍の画素が必要になる。日本において単に「4K」という場合には、一般的にはこちらの解像度のことを指すことが多い。
アメリカでは有料ネット配信大手が4Kで自社製作したドラマを配信している。韓国では2012年10月から地上波による送信が行われており、2014年4月には3チャンネルとなった。またケーブルでも放送されている。

### 日本
2013年の4K対応テレビの出荷台数は27万台であった。放送では2014年6月2日にChannel 4Kが開局して4K狭帯域衛星放送を開始した。またISDB方式による4K広帯域衛星放送が2016年に一般には受信できない試験放送として開始され、民放キー局とNHKが行う一放送は2018年から行われる。この2つのサービスにはアンテナやチューナに互換性がない。圧縮方式にH.265（HEVC）、テレビとの接続にHDMI 2.0、HDCP 2.2を採用している。
| 名称            | 偏波                  | 放送方式 | 開始時期   |
| --------------- | --------------------- | -------- | ---------- |
| BS(試験放送)    | 右旋円偏波            | ISDB-S   | 2016年     |
| BS              | 右旋円偏波/左旋円偏波 | ISDB-S   | 2018年12月 |
| 110度CS         | 左旋円偏波            | ISDB-S   | 2018年12月 |
| CS（124/128度） |                       | DVB-S2   | 2014年     |

## DCI 4K
DCI 4K (フル4K)は、映画制作会社が加盟する団体 Digital Cinema Initiatives（DCI）で定められている4Kである。そのうち、もっとも使用されるアスペクト比で使用されるのが4096×2160である。
ハリウッドのフィルム市場のある米国において、単に「4K」と言った場合には、こちらのデジタルシネマ規格のDCI 4K (フル4K)を指す場合が多い。
DCI 4Kには4096×2160のほかに、別のアスペクト比、シネスコ（2.39:1）やビスタ（1.85:1）向けの解像度がある。これらは4096×2160をアスペクトに合わせてカットしたもので映画の上映で使われている。
この解像度で撮影するカメラも、Canon EOS-1D CやSony CineAlta F65など、一般向けに市場に出ている。

## その他の4K
デジタルシネマを撮影する用途で開発されたカメラでは、以下の解像度が使用されるが、これ以外にも複数のフォーマットがある。
| アスペクト | 解像度    |
| ---------- | --------- |
| 1.90:1     | 4096×2160 |
| 16:9       | 4096×2304 |
| 2:1        | 4096×2048 |

- ダルサ オリジン - 1.98:1（4046×2048）

2003年に発表、2006年10月から有料貸出事業開始。映画撮影で本格的に使われた最初の4Kカメラとされる。
- レッド・デジタル・シネマカメラ・カンパニー レッドワン - 4K（4096×2304）4.5K（4480×1920）

2007年8月から販売、邦画を含む多くの映画撮影で使用されている。

## ストリーミング
YouTubeでは、2010年7月より4K（4096×2304）に対応した。現在ではUHD（2160p、3840×2160）で表示されるようになった。ただし、性能上は60Hzを越えたフレームレートの動画を再生できないため、再生には必ずしもHDMI 2.1以上のスペックが必要ではない。8K動画を再生する場合でもHDMI 2.2以上のスペックは必要ではない。

## 歴史
- 2006年10月、ダルサ オリジンのカメラが有料で貸し出される。
- 2007年8月31日、レッドワンの受注販売開始[15]。
- 2011年12月、世界初のテレビ受像機が東芝から発売される[6]。
- 2013年、アメリカのSEIKIから538ドル（39インチ）と低価格のテレビが発売される[16]。

## 2K・8Kとの比較

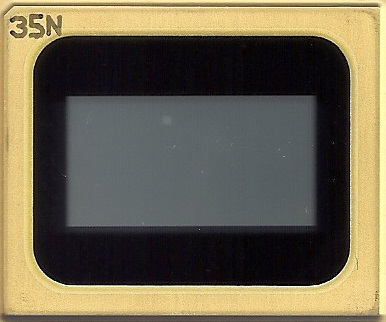
4K DLP CINEMA（Texas Instruments）

|    |           | アスペクト比 （横:縦） | 画素数    |
| -- | --------- | ---------------------- | --------- |
| 2K | 2048×1080 | 1.90:1                 | 2,211,840 |
| 4K | 4096×2160 | 1.90:1                 | 8,847,360 |

|             | 通称                         | 画素数 （横×縦） | アスペクト比 （横:縦） | 画素数     |
| ----------- | ---------------------------- | ---------------- | ---------------------- | ---------- |
| 2K（1080i） | フルハイビジョン             | 1920×1080        | 1.78:1                 | 2,073,600  |
| 4K（2160p） | 4K UHD・QFHD・4K ウルトラHD  | 3840×2160        | 1.78:1                 | 8,294,400  |
| 8K（4320p） | スーパーハイビジョン・8K UHD | 7680×4320        | 1.78:1                 | 33,177,600 |